# Bruce A. Evans
Pour les articles homonymes, voir Evans.
Bruce Anslie Evans (né le 19 septembre 1946 à Long Beach) est un réalisateur, producteur et scénariste connu notamment pour son travail sur Stand by Me (1986), Un Indien à New York (1996) et Mr. Brooks (2007).